# Борисовское сельское поселение (Белгородская область)
Борисовское сельское поселение — сельское поселение в Волоконовском районе Белгородской области.
Административный центр — село Борисовка.

## История
Статус и границы сельского поселения установлены Законом Белгородской области от 20 декабря 2004 года № 159 «Об установлении границ муниципальных образований и наделении их статусом городского, сельского поселения, городского округа, муниципального района»

## Население
| 2010 | 2011 | 2012 | 2013 | 2014 | 2015 | 2016 | 2017 | 2018 |
| ---- | ---- | ---- | ---- | ---- | ---- | ---- | ---- | ---- |
| 808  | ↘805 | ↘804 | ↗818 | ↗825 | ↗834 | ↘825 | ↘817 | ↘808 |
| 2019 | 2020 | 2021 |      |      |      |      |      |      |
| ↘795 | ↘779 | ↘758 |      |      |      |      |      |      |

## Состав сельского поселения
В состав сельского поселения входят 3 населённых пункта:
| № | Населённый пункт | Тип населённого пункта       | Население |
| - | ---------------- | ---------------------------- | --------- |
| 1 | Борисовка        | село, административный центр | ↘673      |
| 2 | Киселёв          | хутор                        | ↘31       |
| 3 | Плотвянка        | хутор                        | ↘104      |

## Местное самоуправление
Администрация
Телефон: (47235) 4-55-84.